# Спомен-дом у Вранићу
Спомен-дом у Вранићу постављен је на северној страни трга и окренут је према њему својом дужом страном.

## Историјат
Идејно решење за уређење трга у центру Вранића и изградњу Спомен-дома и споменика (обелиск) - симбол победе, дао је архитекта Светислав Личина 1972. године. Зграда Спомен-дома у Вранић] подигнута је 1979. године и обновљена 2008. године у славу палих бораца из ослободилачких ратова 1912—1918. године (327 погинулих ратника), Народноослободилачке борбе 1941—1945. године (176 жртава) и ратним операцијама деведесетих година 20-ог века, у Славонији и на Косову (2 погинула војника). Њихова имена исписана су на спомен-плочи постављеној на предњој страни Спомен-дома у Вранићу.

### Спољашњи изглед
На тргу је избегнуто поплочавање великих површина. Осмишљени су делови за задржавање и седење, а зелене површине су декоративни мотив овог трга. Дат је и велики значај позиционирању споменик-обелиска, који са зидом Спомен-дома у позадини чини једну целину.
Споменик-обелиск је изграђен од низа вертикалних камених плоча у више боја. На предњем зиду дома, постављено је спомен-обележје састављено од стотину мањих спомен-плоча, повезаних у јединствену целину. 

### Унутрашњи изглед
По уласку у Спомен-дом долазимо у хол из којег се улази у две канцеларије, малу салу за састанке са бифеом и свим пратећим просторијама (гардероба, тоалет) и велику салу за позоришне представе, концерте и филмске пројекције. Сала има око 290 места у партеру и око 40 места на мањој галерији. Бински простор је уздигнут над нивом сале и има свој посебни приступ са северне стране зграде, као и све потребне просторије. У приземљу зграде, уз помоћни улаз смештена је просторија за грејање (котларница). Степеништем из улазног хола, долазимо на спрат у хол из којег се улази на галерију сале, одељење за кинопројектор, библиотеку и спомен-собу са завичајним фондом.
На првом нивоу (спрату) Спомен-дома у Вранићу, у канцеларији са десне стране смештена је Месна канцеларија у којој се обављају послови писарнице у Одељењу за општу управу у Управи Градске Општине Барајево. Са леве стране је канцеларија (испостава) Центра за културу Барајево. У малој сали за састанке, више пута недељно, одржавају се састанци удружења пензионера "Друга младост".
На спрату, се налази библиотека „Бранко Ћопић” и велики хол који се често користи за разноврсне програме (књижевне вечери, дечје радионице, мала етно посела, изложбе и др.) у организацији библиотеке и Културно уметничког друштва „Вранић” из Вранића. Из хола се улази у Спомен-собу посвећену жртвама ослободилачких ратова и масакра у Вранићу 1943. године, у оквиру које се налази завичајни фонд Вранића. Спомен-соба са завичајним фондом, богата је публикацијама и сликама које чувају историјску и културну баштину Вранића.
|

## Галерија
- Поглед на Спомен-дом и трг у центру Вранића
- Поглед на предњу страну Спомен-дома — улаз
- Споменик (обелиск) и зид Спомен-дома са мањим спомен-плочама
- Мање спомен-плоче са именима палих бораца
- Мање спомен-плоче са именима палих бораца
- Улаз у Спомен-дом — хол
- Улаз у Спомен-дом — хол
- Месна канцеларија
- Канцеларија Центра за културу Барајево
- Мала сала за састанке
- Велика сала
- Велика сала и галерија
- Хол на спрату Спомен-дома
- Улаз у библиотеку